# Ali Fuat Cebesoy
Ali Fuat Cebesoy (Istanbul, 23 settembre 1882 – Istanbul, 10 gennaio 1968) è stato un generale e politico turco, sesto presidente della Grande assemblea nazionale della Turchia.

## Biografia

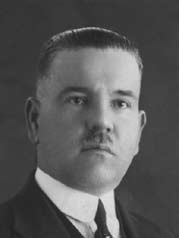
Ali Fuat Cebesoy all'inizio della sua carriera politica

Cebesoy nacque ad Istanbul il 23 settembre del 1882. Suo padre era il generale ottomano Ismail Fazil Pasha, mentre sua madre era Zekiye Hanım, figlia di Müşir Mehmet Ali Pasha (nato  Ludwig Karl Friedrich Detroit), ufficiale tedesco naturalizzato ottomano, di origini in parte francesi ugonotte, comandante dell'Esercito del Danubio (in turco Tuna Sark Ordusu) durante la guerra russo-turca e che partecipò, in qualità di rappresentante dell'Impero ottomano, al Congresso di Berlino (morì a Đakovica, nel Kosovo, il 7 settembre del 1878, ucciso dai ribelli albanesi, insoddisfatti dagli esiti del Congresso di Berlino), e della nobildonna di etnia circassa Ayşe Sıdıka Hanım. Era inoltre, da parte di madre, cugino del celebre poeta Nazım Hikmet.
Ali Fuat entrò alla Scuola superiore di guerra nel 1902 e si laureò alla Scuola di guerra ottomana nel 1905 come capitano.
Durante le guerre balcaniche servì principale in Grecia e nel 1913 partecipò alla battaglia di Bizani agli ordini del generale Esat Pasha, dove le forze ottomane furono sconfitte.
Durante la prima guerra mondiale partecipò alla Prima offensiva di Suez nel 1915, alla campagna di Gallipoli nello stesso anno e prese parte alle azioni in Palestina e Caucaso alla fine della guerra.
Dopo l'armistizio di Mudros, divenne un seguace di Mustafa Kemal nella sua lotta contro le invasioni alleate e prese il comando di forze nell'Anatolia per combattere i greci. Fu nominato ambasciatore a Mosca, nella Russia sovietica e con le sue negoziazioni con Vladimir Lenin e Iosif Stalin poté essere siglato il trattato di Mosca (1921), con cui la Russia riconobbe la nascente Turchia indipendente e offrì il suo supporto alla guerra d'indipendenza turca.
Dopo la proclamazione della Repubblica, Ali Fuat divenne deputato dell'Opposizione come segretario del Partito Progressista Repubblicano, fondato da lui e Kazim Karabekir nel 1924.
Si ritirò dalla politica dal 1927 al 1931. Tornò nel '31 e servì come Ministro dei Lavori pubblici dal 1939 al 1943 e Ministro dei Trasporti dal '43 al 1946 e infine presidente del Parlamento nel 1948. Fu candidato per il Partito Democratico alla presidenza della Nazione alle elezioni del 1950, le prime elezioni democratiche della storia turca. Negli anni seguenti rimase deputato. Dopo il colpo di Stato del 27 maggio 1960 egli fu inizialmente arrestato dalla giunta insieme a tutto il Partito Democratico ma poi fu rilasciato.

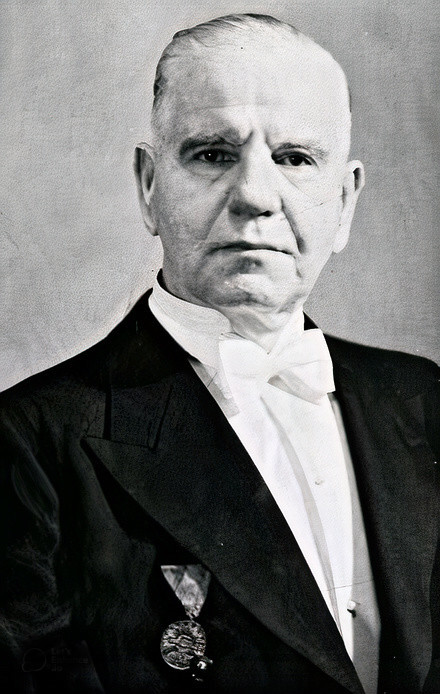
Ali Fuat Cebesoy negli anni 40

Morì il 10 gennaio 1968 a Istanbul e fu seppellito nella moschea vicino Geyve dove il primo sparo della Guerra d'indipendenza turca, fu sparato. Tuttavia i suoi resti furono spostati al Turkish State Cemetery di Ankara dopo il colpo di stato militare del 1980.